# Richard Handwerk
Richard Friedrich Heinrich Handwerk (* 16. Mai 1894 in Bremen; † 23. April 1980 in Gordes) war ein deutscher Schauspieler, Theaterleiter und -regisseur sowie Hörspiel- und Synchronsprecher.

## Biografie
Der Sohn des Kaufmanns Heinrich Handwerk und seiner Frau Adelheid, geb. Wenke, nahm nach dem Schulabschluss 1917 Schauspielunterricht bei Max Montor in Hamburg. Im selben Jahr gab er als „Julius Wolff“ in einer Aufführung von Gerhart Hauptmanns Gaunerkomödie Der Biberpelz am Stadttheater Flensburg sein Bühnendebüt. Zu seinen weiteren Bühnenstationen zählten das Schillertheater Hamburg (1920–1921), das Bremer Schauspielhaus (1925–1928) und die Volksbühne Berlin (1928–1930). Als Schauspieler war Handwerk vor allem im Charakterfach tätig und verkörperte zumeist Figuren mit komischem Einschlag. Dabei zeigte er eine große darstellerische Bandbreite von Klassikern bis hin zur niederdeutschen Volksbühne. Gerade aus diesem Bereich brachte er als erster zahlreiche Stücke (u. a. von Karl Bunje und August Hinrichs) in Berlin zur Aufführung.
Außerdem arbeitete Handwerk umfangreich als Bühnenregisseur und war zwischen 1930 und 1942 Direktor verschiedener Berliner Theater, so am Theater am Nollendorfplatz, am Lessing-Theater, am Schiffbauerdamm-Theater und am Wallner-Theater. Von 1946 bis 1948 war er Direktor der Komödie in Bremen und fungierte zudem als Herausgeber der Programmhefte der jeweils geleiteten Bühnen.
1934 gab Handwerk in Hans Deppes Komödie Ferien vom Ich sein Spielfilmdebüt. Es folgten zahlreiche Auftritte in Film- und Fernsehproduktionen, wobei er auch hier vorwiegend komische Figuren verkörperte. Handwerk spielte unter anderem in der Kinoversion von August Hinrichs’ Krach um Jolanthe, in Wolfgang Liebeneiners Drama Die Stärkere (mit Gertrud Kückelmann in der Hauptrolle), in Stuart Rosenbergs Kriegsdrama Frage Sieben, in Helmut Käutners Drama Epilog – Das Geheimnis der Orplid, neben O. E. Hasse in der Komödie Das Leben beginnt um acht, unter der Regie von Günther Lüders in Ihr 106. Geburtstag und neben Inge Meysel im Fernsehfilm Stadtpark.
Daneben arbeitete er umfangreich als Sprecher für Hörfunk und Filmsynchronisation. Er wirkte bei zahlreichen Hörspielen des SFB (u. a. Der Apollo von Belac, 1955) und des RIAS (u. a. Maigret & die schrecklichen Kinder, 1958) mit, aber auch bei vielen Kinder- und Jugendhörspielen wie Gulliver bei den Riesen (Maritim 1972), Gulliver bei den Zwergen (Maritim 1972, als „Kaiser von Liliput“) und Michel bringt die Welt in Ordnung (Fontana 1972).
Als Synchronsprecher übernahm er ab 1948 über 100 Synchronrollen, z. B. die des „Mr. Binnacle“ (Don Barclay) in Walt Disneys Mary Poppins und die des „Otto“ (J. Pat O’Malley) im Disney-Zeichentrickfilm Robin Hood.
Richard Handwerk heiratete 1936 die Schauspielerin Paula Lepa, von der er 1941 wieder geschieden wurde. 1974 feierte er in Bremen seinen 80. Geburtstag und zog sich drei Jahre später ins südfranzösische Bonnieux zurück, um dort seinen Lebensabend zu verbringen. Er starb 1980 im Spital der Nachbargemeinde Gordes.

## Filmografie (Auswahl)
- 1934: Ferien vom Ich
- 1934: Krach um Jolanthe
- 1949: Schicksal aus zweiter Hand
- 1950: Dreizehn unter einem Hut
- 1950: Epilog – Das Geheimnis der Orplid
- 1953: Die Stärkere
- 1954: Der Froschkönig
- 1954: Heideschulmeister Uwe Karsten
- 1955: Herr über Leben und Tod
- 1956: Heidemelodie
- 1957: Die große Chance
- 1958: Ihr 106. Geburtstag
- 1958: Hoppla, jetzt kommt Eddie
- 1959: Herbert Engelmann (Fernsehfilm)
- 1960: Zwei alte Damen feuern (Fernsehfilm)
- 1961: Frage Sieben (Question Seven)
- 1962: Das Leben beginnt um acht
- 1962: Der Schlaf der Gerechten (Fernsehfilm)
- 1963: Stadtpark
- 1966: Standgericht
- 1967: Landarzt Dr. Brock (Fernsehserie, Folge 7 Der Wundergreis)
- 1969: Finke & Co. (Fernsehserie, Folge 1x07 Andere Umstände)
- 1970: Drüben bei Lehmanns (Fernsehserie, Folge 1x13 Schwere Entscheidungen)
- 1971: Tournee (Fernsehserie, Folge 6 Mallorca)
- 1971: Tatort: Der Boss
- 1976: Direktion City (Fernsehserie, Folge 1x08 Leichenfund)